# 吴文英 (1932年)
吴文英（1932年—2007年4月26日），女，汉族，江苏常州人，中华人民共和国政治人物。曾任中华人民共和国纺织工业部部长。

## 生平
吴文英早年担任常州大成棉纺织一厂工人、劳动模范。随后历任厂长、常州市纺织工业局副局长、中共常州市委常委等职。1983年，调任纺织工业部部长。2000年因严重违纪受到留党察看2年的处分。2001年5月退休。
2007年4月26日，吴文英在北京因病去世。